# Wayne Sandilands
Wayne Sandilands (Benoni, 23 de agosto de 1983) é um futebolista profissional sul-africano que atua como goleiro.

## Carreira
Wayne Sandilands representou o elenco da Seleção Sul-Africana de Futebol no Campeonato Africano das Nações de 2013.